# إريك سعادة
إريك سعادة ((بالإنجليزية: Eric Saade)؛ مواليد 29 أكتوبر 1990 في السويد) هو مغني بوب سويدي من أصل فلسطيني–لبناني.

## نشأته
بدأ إريك خالد سعادة (اسمه الكامل) حياته الفنية عام 2008 كعضو في فرقة Boy band موسيقي سويدي باسم !What's Up وأصدر معهم عام 2009 ألبوما بعنوان In Pose. كما أصبح إريك سعادة مقدّما تلفزيونيا ولقي النجاح خصوصاً في برنامج My Camp Rock على Disney Channel الإسكندينافي وهو برنامج مسابقات موسيقي.
قرر خوض الغمار الموسيقي كمغنّي منفرد (سولو) ابتداء من أغسطس / آب 2009 وله ألبوم ناجح بعنوان Masquerade وصل إلى المرتبة الثانية في لائحة ألبومات السويد. اشترك أيضاً في مسابقة Melodifestivalen السويدي عام 2010 لتمثيل السويد في مسابقة الأغنية الأوروبية وحلّ ثالثا بأغنيته "Manboy" إلا أن الأغنية اشتهرت كثيرا ووصلت إلى المرتبة الأولى في لائحة السينغلز في السويد. كما يشترك سعادة في مسابقة Melodifestivalen عام 2011 للمرة الثانية بأغنية "Popular". اشترك أيضاً في مسابقة Melodifestivalen السويدي عام 2015 بأغنيته "Sting" وحلّ خامسا

## الألبومات
- 2008: In Pose (مع فريق What's Up)
- 2010: Masquerade (ألبوم منفرد)

## سينغلز
- 2008: "Sleepless"
- 2010: "Manboy"
- 2010: "Break of Dawn"
- 2010: "Masquerade"
- 2011: "Popular"
- 2011: Hearts in the Air" feat. J-Son"
- 2011: Hotter Than Fire" feat. Dev"
- 2015: "Sting"

## وصلات خارجية
- إريك سعادة على موقع IMDb (الإنجليزية)
- إريك سعادة على موقع ميوزك برينز (الإنجليزية)
- إريك سعادة على موقع أول ميوزيك (الإنجليزية)
- إريك سعادة على موقع ديسكوغز (الإنجليزية)
- إريك سعادة على موقع قاعدة بيانات الفيلم (الإنجليزية)

- إريك سعادة - الموقع الرسمي
- إريك سعادة YouTube
- إريك سعادة LastFM